# Dan Vîlceanu
Dan Vîlceanu (n. 5 februarie 1979, Bumbești-Jiu, România) este un politician român care din 2016 până în 2024 a fost deputat, ales din din partea partidului Partidului Național Liberal (PNL).
Pe 18 august 2021 a fost învestit în funcția de ministru al finanțelor publice, și pe 8 septembrie 2021 a mai fost învestit și în funcția de ministrul al transporturilor și infrastructurii. în Guvernul Florin Cîțu. Pe 26 septembrie 2021, a devenit secretarul general al PNL pana pe 2 aprilie 2022. Pe 7 aprilie 2022 a demisionat din functia de ministrul al Investitiilor si Proiectelor Europene din Guvernul Nicolae Ciucă.
Înainte de a ajunge ministrul Finanțelor Publice, Vîlceanu a fost anchetat de Direcția de Investigare a Infracțiunilor de Criminalitate Organizată și Terorism (DIICOT) într-un dosar de evaziune fiscală. Dosarul se referea la Trefo SRL, firmă deținută de mama lui, Elisabeta Vîlceanu. Politicianul a fost director economic la firma respectivă până în 2016. 
Vîlceanu a fost membru PSD până în anul 2009. El a fost președinte la tineretului Social Democrat Gorj din 2006 în 2009. Ulterior a trecut la Partidul Democrat Liberal (PDL) unde a fost președinte al filialei din Gorj din 2013 în 2015. Și consilier pe judetul Gorj de pe 21 iunie 2012 până pe 21 iunie 2016.
Pe 3 iulie 2023, Biroul Executiv al PNL a votat excluderea lui Vîlceanu, motivul invocat neoficial fiind criticile aduse conducerii partidului sub Nicolae Ciucă, după ce acesta nu a mai ocupat funcția de secretar general. Pe 28 mai 2025, Vîlceanu a fost trimis în judecată de Parchetul General, în urma unei bătăi în Parlament cu colegul său de partid, Florin Roman, care a avut loc pe 21 mai în anul precedent.